# Victor Pigeon
Pour les articles homonymes, voir Pigeon (homonymie).
Victor Pigeon est un homme politique français né le 18 juillet 1816 à Palaiseau (Essonne) et mort dans la même ville le 15 janvier 1892.
Entré à l'école Polytechnique en 1836, puis à l'école d'application d'artillerie de Metz, il quitte l'armée dès 1839. Il est député de Seine-et-Oise de 1848 à 1851, siégeant avec les républicains modérés. Sous le Second Empire, il devient fournisseur de l'armée, obtenant le marché de la fourniture des farines pour l'armée d'Orient.

## Sources
- « Victor Pigeon », dans Adolphe Robert et Gaston Cougny, Dictionnaire des parlementaires français, Edgar Bourloton, 1889-1891 [détail de l’édition]